# Mulțimi aproape disjuncte
În matematică două mulțimi sunt aproape disjuncte dacă intersecția lor este mică într-un anumit sens. Diferite definiții pentru mic duc la definiții diferite pentru aproape disjunct.

## Definiție
Cazul comun este când mic înseamnă finit. În acest caz, două mulțimi sunt aproape disjuncte dacă intersecția lor este finită, adică dacă
{\displaystyle \left|A\cap B\right|<\infty .}
(Aici, semnificația notației „ | X | ” este cardinalitatea⁠(d) lui X, iar „ < ∞ ” înseamnă „finit”.) De exemplu, intervalele închise [0, 1] și [1, 2] sunt aproape disjuncte, deoarece intersecția lor este mulțimea finită {1}. Însă intervalul unitate [0, 1] și mulțimea numerelor raționale {\displaystyle \mathbb {Q} } nu sunt aproape disjuncte, deoarece intersecția lor este infinită.
Această definiție se extinde la orice colecție de mulțimi. O colecție de mulțimi este aproape disjunctă în perechi sau aproape disjunctă mutual dacă oricare două mulțimi disjuncte din colecție sunt aproape disjuncte. Adesea cuvintele „în perechi” sunt omise, iar o colecție aproape disjunctă în perechi este numită simplu: „aproape disjunctă”.
Formal, fie I o mulțime de indici, iar pentru fiecare i din I, fie Ai o mulțime. Apoi colecția de mulțimi {Ai : i în I} este aproape disjunctă dacă pentru orice i și j în I,
{\displaystyle A_{i}\neq A_{j}\quad \Rightarrow \quad \left|A_{i}\cap A_{j}\right|<\infty .}
De exemplu, colecția tuturor dreptelor din {\displaystyle \mathbb {R} ^{2}} care trec prin origine este aproape disjunctă, deoarece oricare dintre ele se întâlnesc doar în origine. Dacă {Ai} este o colecție aproape disjunctă constând din mai mult de o mulțime, atunci în mod clar intersecția sa este finită:
{\displaystyle \bigcap _{i\in I}A_{i}<\infty .}
Însă inversa nu este adevărată, intersecția colecției
{\displaystyle \{\{1,2,3,\ldots \},\{2,3,4,\ldots \},\{3,4,5,\ldots \},\ldots \}}
este vidă, dar colecția nu este aproape disjunctă. De fapt, intersecția dintre oricare două mulțimi distincte din această colecție este infinită.
Cardinalitățile posibile ale unei familii maxime aproape disjuncte pe mulțimea {\displaystyle \mathbb {N} } a numărelor naturale a făcut obiectul unui studiu intens. Un astfe de cardinal infinit minim este una dintre caracteristicile cardinale ale continuumului⁠(d).

## Alte sensuri
Uneori aproape disjunct este folosit în alt sens, în sensul din teoria măsurii sau categorie topologică⁠(d). Iată câteva definiții alternative ale expresiei „aproape disjuncte” care sunt uneori folosite (colecțiilor infinite li se aplică definiții similare):
- Fie κ un număr cardinal oarecare. Atunci două mulțimi A și B sunt aproape disjuncte dacă cardinalitatea intersecției lor este mai mică decât κ, adică dacă

{\displaystyle \left|A\cap B\right|<\kappa .}
Cazul când κ = 1 este chiar definiția mulțimilor disjuncte. Cazul în care
{\displaystyle \kappa =\aleph _{0}}
este chiar definiția mulțimilor disjuncte de mai sus, la care intersecția lui A cu B este finită.
- Fie m o măsură completă pe un spațiu de măsură X. Atunci două submulțimi A și B din X sunt aproape disjuncte dacă intersecția lor este o mulțime nulă, adică dacă

{\displaystyle m(A\cap B)=0.}
- Fie X un spațiu topologic. Cele două submulțimi A și B din X sunt aproape disjuncte dacă intersecția lor este mică⁠(d) în X.